# Khama Billiat
Khama Billiat (Harare, 19 agosto 1990) è un calciatore zimbabwese, attaccante dello Scottland FC e della nazionale zimbabwese.

## Carriera

### Club
Dopo aver passato due stagioni in Zimbabwe con il CAPS United si trasferisce nel campionato sudafricano, dove veste la casacca dell'Ajax Cape Town e dei Mamelodi Sundowns, club con il quale riuscirà a conquistare la Champions League africana.

### Nazionale
Ha fatto il suo debutto per la nazionale maggiore nel 2011.

## Palmarès

### Competizioni nazionali
- Premier Soccer League (Sudafrica): 2

Mam. Sundowns: 2013-2014, 2015-2016
- Coppa di Lega sudafricana: 1

Mam. Sundowns: 2015

### Competizioni internazionali
- CAF Champions League: 1

Mam. Sundowns: 2016
- Supercoppa CAF: 1

Mamelodi Sundowns: 2017